# Nesticus afghanus
Nesticus afghanus är en spindelart som beskrevs av Roewer 1962. Nesticus afghanus ingår i släktet Nesticus och familjen grottspindlar.
Artens utbredningsområde är Afghanistan. Inga underarter finns listade i Catalogue of Life.